# 진주시민축구단
진주 시민 FC(Jinju Citizen Football Club)는 대한민국 경상남도 진주시에 있는 축구 선수단이다. 진주시민축구단이 운영하는 남자 세미프로 축구단이며, 2019년에 창단되었다. K4리그에 참가하고 있다.

## 역사
2019년 여름 진주시는 지역 축구단 창단 의사를 밝혔다. 이후 축구단 창단 작업에 들어갔으며 2019년 9월 19일, 초대 감독으로 현대고등학교 감독을 지낸 최청일을 선임했다. 이후 2020시즌 새로 바뀌는 축구 시스템에서 K4리그에 참여하는 것이 확정되었다.
2019년 12월 23일 진주종합경기장에서 창단식을 거행했다.

## 선수 명단

### 1군 선수단
- 2023년 2월 12일 기준

참고: FIFA 자격 규정에 따라 소속된 국가대표팀 국기를 표시합니다. 선수는 복수의 FIFA 비회원국 국적을 가지고 있을 수 있습니다.
| 번호 | 포지션 | 국적 | 이름   |
| ---- | ------ | ---- | ------ |
| 2    | DF     |      | 이주승 |
| 3    | DF     |      | 김재현 |
| 4    | DF     |      | 한준규 |
| 5    | DF     |      | 김형원 |
| 6    | MF     |      | 임대준 |
| 7    | FW     |      | 이현성 |
| 8    | MF     |      | 방동은 |
| 9    | MF     |      | 김민우 |
| 10   | MF     |      | 도동현 |
| 11   | DF     |      | 이상준 |
| 12   | GK     |      | 김도담 |
| 13   | DF     |      | 이동재 |
| 14   | MF     |      | 최익진 |
| 15   | DF     |      | 심성협 |
| 16   | DF     |      | 황준석 |
| 17   | MF     |      | 김도훈 |
| 18   | FW     |      | 이현일 |

| 번호 | 포지션 | 국적 | 이름   |
| ---- | ------ | ---- | ------ |
| 19   | FW     |      | 김근율 |
| 21   | DF     |      | 박경현 |
| 22   | DF     |      | 박재우 |
| 24   | MF     |      | 김재석 |
| 26   | MF     |      | 이주헌 |
| 27   | GK     |      | 배준호 |
| 32   | FW     |      | 구현우 |
| 33   | DF     |      | 손한을 |
| 35   | DF     |      | 이연규 |
| 37   | MF     |      | 김종진 |
| 44   | MF     |      | 조광현 |
| 55   | MF     |      | 안경찬 |
| 88   | MF     |      | 박재현 |
| 91   | GK     |      | 노지훈 |

## 참고 문헌
- “스포츠지원포털 등록 현황”. 대한체육회.
- “KFA 통합경기정보 시스템”. 대한축구협회.